# 池田信夫 (野球)
池田 信夫（いけだ のぶお、1950年5月25日 - 2012年11月24日）は、京都府出身の野球選手（投手）、指導者。

## 経歴
繋駕速歩の騎手である池田三郎を父に持つ。
平安高校では甲子園に4回出場した。1966年、1年の時に、3年生エース門野利治の控えとして夏の選手権に出場。準々決勝に進むが報徳学園に敗退。この大会では2試合にリリーフとして登板。2年からエースとなり、1967年の春の選抜に出場。2回戦で新居浜商に敗れる。同年夏は京滋大会決勝で守山高に敗退、甲子園出場を逸する。1年上のチームメートに四番打者の江島巧中堅手がいた。
翌1968年春の選抜では準々決勝に進出するが、この大会に優勝した大宮工の吉沢敏雄に抑えられ敗退、同年夏の選手権にも出場するが、1回戦でまたも大宮工に9回逆転負けした。高校同期に捕手の石山一秀、1年下に一塁手の渋谷通、右翼手の川本浩次がいる。1968年ドラフト会議で東京オリオンズに3位指名を受けるが拒否。即戦力の左腕として注目を浴びていたがプロ志向はなく、早くから進学を明言していたため、東京オリオンズも無理押しはしなかった。
卒業後は法政大学に進学。東京六大学野球リーグでは1年時の1969年秋季リーグから4季連続優勝。1年上の横山晴久とともに二本柱として活躍した。しかし全国大会で優勝を果たすことができなかった。
1970年の全日本大学野球選手権大会準決勝では、同期の2年生エース山口高志を擁する関大と対決。8回から横山をリリーフして好投し、今も選手権記録である延長20回まで進む。最後は平安高先輩の杉政忠雄にサヨナラ本塁打を喫し2-3xで敗退するが、大学野球史に残る熱戦として知られる。
3年時の1971年全日本大学野球選手権大会決勝では山本和行投手擁する亜大に4-7、最上級生となった1966年明治神宮野球大会決勝では1年下の前村泰正らが投げ出番はなかったが、またもや山口高志投手擁する関大に0-1で敗れ、ともに準優勝にとどまる。
リーグ通算38試合18勝8敗、防御率1.61、奪三振153。大学同期の長崎慶一、伊達泰司、松村彰士がプロ入りしている。
1973年に大学卒業後、大昭和製紙に入社。山根政明と投の二本柱を組み、同年から都市対抗に5年連続出場。1975年の都市対抗では2回戦で河合楽器を完封。準々決勝に進出するが、電電関東の丹利男に完封を喫する。
現役引退後は1987年から拓殖大学第一高校の監督を務め、1993年秋季東京大会で優勝、1994年春の選抜に同校を導いた。2012年夏まで采配を振っていたが、同年10月に体調を崩し、11月に死去した。